# Культура Молдовы
Культура Молдовы — культура Молдавского княжества, позднее Бессарабии и запрутской Молдовы, Молдавской АССР, Молдавской ССР, современной Республики Молдова и непризнанной Приднестровской Молдавской Республики. Молдавская культура неразрывно связана с народами населяющими Молдову (в первую очередь — с молдавским народом), с молдавским языком и другими языками Молдовы, находится во взаимодействии с культурами Румынии, Украины и России, а также других соседних с Молдовой стран.

## История
Развитие культуры Молдавии тесно связано с историей. На неё повлияли романские корни, уходящие ко II веку нашей эры, к периоду римской колонизации Дакии. Вследствие чего большинство населения современной Молдавии, молдаване, будучи потомками переселенцев в этот регион из-за Прута (начиная с XIV в.), имеют общую этническую принадлежность с румынами. Становление молдавской культуры произошло в Средние века с возникновением Молдавского княжества. Она формировалась в условиях контактов с восточнославянским (древнерусским) населением, а в дальнейшем в условиях владычества Османской империи. В 1812 г. территория современной Молдавии была освобождена от османского господства и включена в Бессарабскую губернию Российской империи, что оказало большое влияние на развитие культуры региона. После Октябрьской революции в 1918 г. Бессарабия отошла к Румынии на 22 года, а на левом берегу Днестра была образована Молдавская АССР, вследствие чего некоторое время развитие культуры в них складывалось по-разному.
В годы существования МССР началось бурное развитие культуры, была создана киностудия «Молдова-фильм», развивалось образование и т. д. Распад СССР и обретение независимости привели к усилению национальной молдавской составляющей в современной культуре Молдавии.

### Средние века

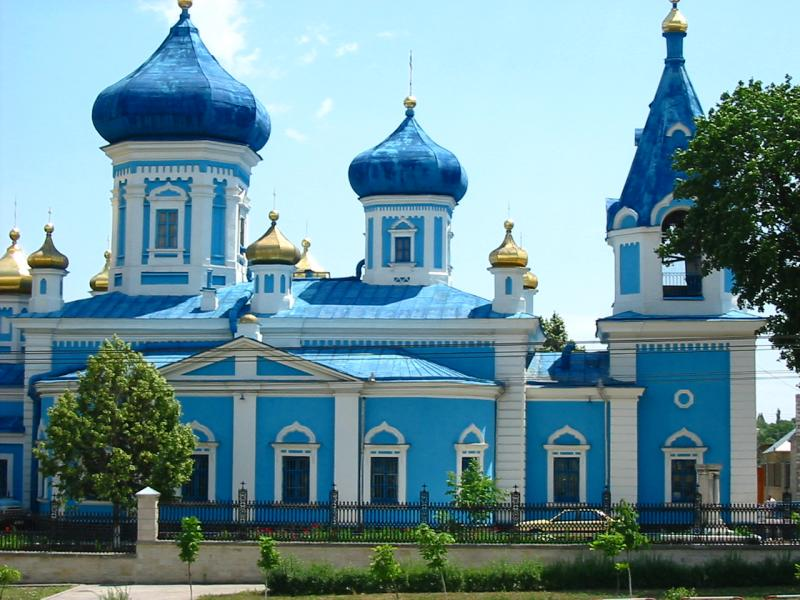
Церковь Святого Феодора Тирона в Чуфлинском монастыре, Кишинёв, Молдавия, 1858

Местное население стало идентифицировать себя широко под названием «молдаване» к четырнадцатому столетию. Одним из старейших источников, удостоверяющих появление этнонима «молдаванин», является пасторальная баллада «Миорица». Другим примером молдавского средневекового творчества является легенда об основании Молдавского княжества. Были распространены дойны, колинды, урэтуры, сноавы, многие из которых сохранились и по сей день. Большинство населения средневековой Молдавии исповедовало православие, что обусловило культурные связи с другими православными народами, проживавшими на территории современной Румынии и Украины. Византийско-южнославянская письменность повлияла на молдавско-славянские летописи, польская же историография оказало влияние на официальное летописание, осуществлявшееся под патронажем молдавских господарей.

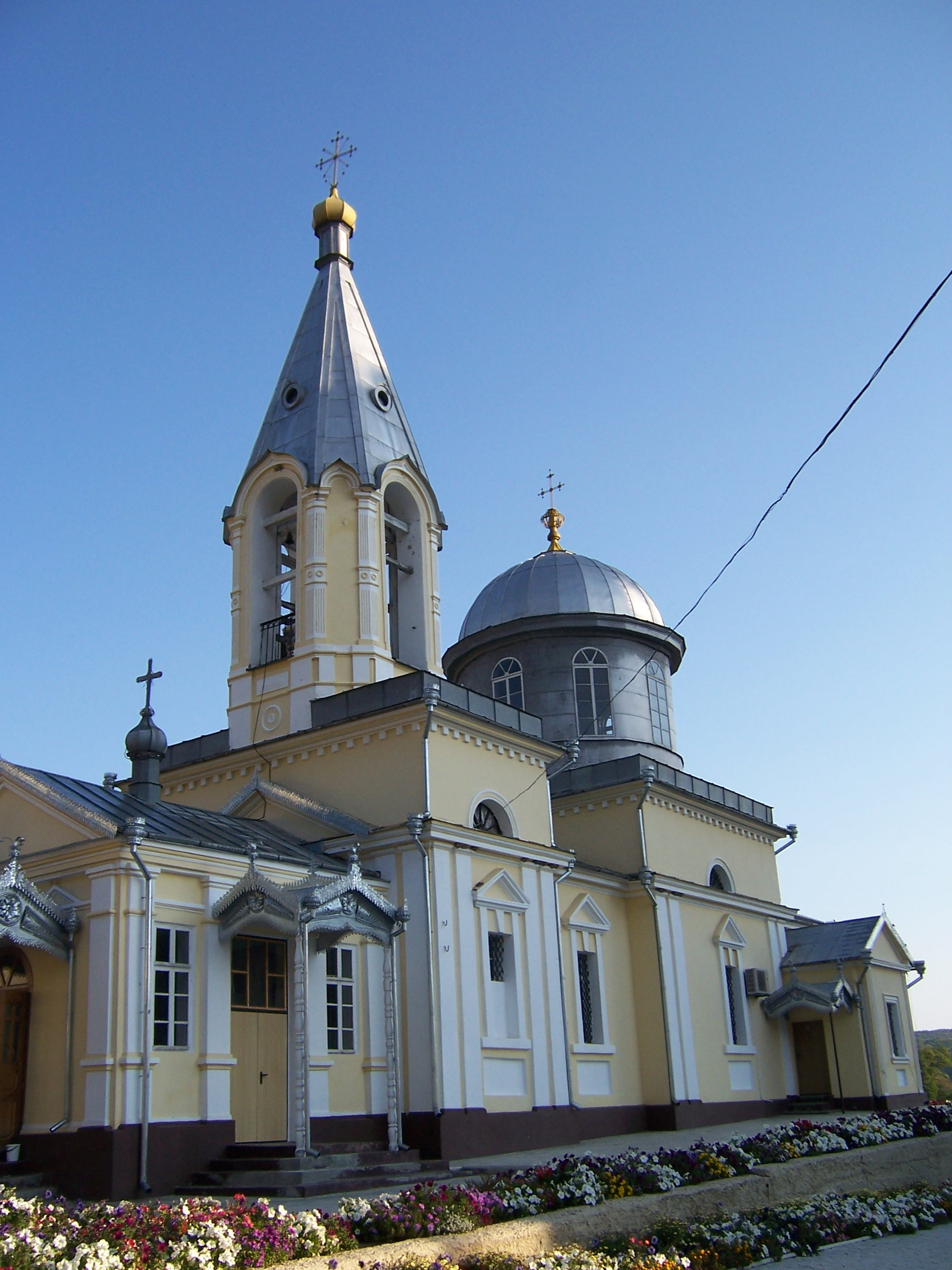
Церковь Хынковского монастыря

Так как развитие культуры проходило в Молдавском княжестве в условиях феодального общества, можно выделить культуру господствующего класса, представленную письменными памятниками и народную культуру, нашедшую отражение в фольклоре и устройстве быта. Формирование идейной направленности средневековой культуры Молдавии проходило в два этапа. В первый, доосманский период (XIV — первая половина XVI вв.) в культуре проявляется идеологическая необходимость создания крепкого централизованного и независимого государства. Османский период характеризуется развитием идеи борьбы за свержение турецкого ига и обретение независимости.
Из средневековых молдавских летописцев известны Григоре Уреке, Ион Некулче, Мирон и Николай Костин.
Первые книги (в виде религиозных текстов) появились в Молдавии в середине семнадцатого столетия при господаре Василе Лупу при участии митрополита Варлаама и с помощью Москвы, Киева и Львова, откуда были завезены оборудование для книгопечатания и бумага.

### XIX век

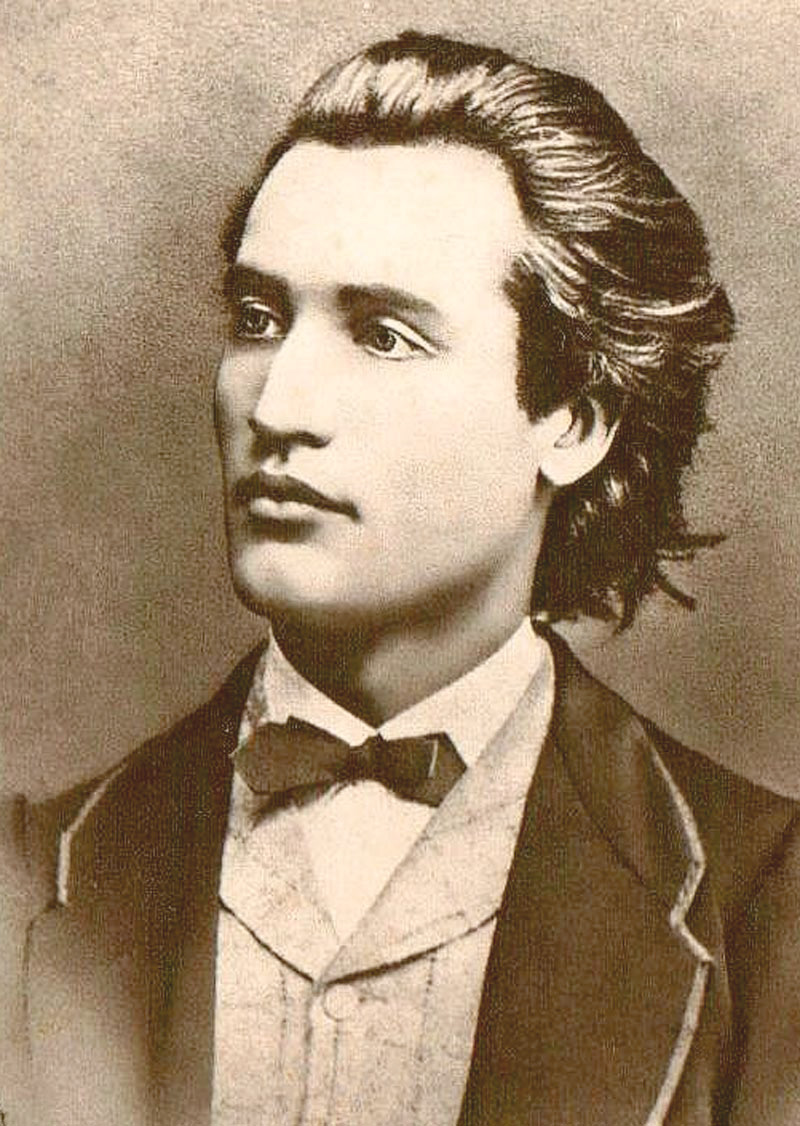
Михай Эминеску, национальный румынский и молдавский поэт

После присоединения Бессарабии к России связь с запрутской Молдавией, оставшейся под османским владычеством, не была полностью прервана. Особенно это проявилось в художественной литературе. В XIX веке творили такие писатели, как Георге Асаки, Александру Донич, Константин Негруцци, Алеку Руссо, Михай Когэлничану, Василе Александри, Константин Стамати и многие другие. На молдавский язык были переведены произведения Державина, Жуковского, Лермонтова, Карамзина, Пушкина.
Начиная с девятнадцатого столетия, начинается офранцуживание румынской литературы и искусства, что обогатило культуру и приблизило её к западноевропейской. Данный процесс проходил и в Запрутской Молдове, входившей в состав Румынии, однако в Бессарабии он шёл в гораздо меньшей степени.
В течение 1812—1917 гг., когда Бессарабия входила в состав Российской империи, молдавская культура почерпнула многое из русской культуры. Если до 1812 года в Бессарабии не было широко распространено светское образование, то после 1812 года стала складываться государственная система образования: начали открываться начальные школы, уездные училища и гимназии во всех уездных городах. К 1858 году в Бессарабии действовало около 400 школ всех типов, где обучалось более 12 тысяч учеников. Несмотря на широкую сеть учебных заведений, грамотность в крае оставалась довольно низкой. К 1897 году насчитывалось только 15,6 % грамотных (22 % мужчин и 8,83 % женщин).
В Бессарабии были разработаны и изданы «Русско-молдавский букварь» (1814), «Краткая Российская грамматика с переводом на молдавский язык» (1819).
Во второй половине XIX века дебютируют Ион Крянгэ, Михай Еминеску, Богдан-Петричейку Хашдеу.

### Бессарабия в составе Румынии
Основные статьи: Архитектура, Литература, Музыка.
После присоединения к Румынии образование было реорганизовано на основе румынской системы. С 1920 по 1940 год количество начальных школ выросло с 1564 до 2188, однако число средних школ напротив сократилось почти вдвое — с 76 в 1917 году до 39 в 1940 году. До середины 1930-х годов наблюдался рост профессиональных школ, но их число сократилось с 55 в 1932 году до 43 в 1940 году. В 1930 согласно румынской переписи неграмотными оставались более 72 % населения, среднее образование имели 86,3 тыс. человек (3,02 %), высшее — 10,8 тыс. (0,3 %).

### Молдавская АССР
Основные статьи: Архитектура, Литература, Музыка.
На развитие культуры в левобережных регионах Молдавии, где была образована Молдавская АССР влияние оказывала как борьба между направлениями румынизаторов и самобытников, так и классовая идеология. Значительных успехов достигло народное образование. Грамотность увеличилась с менее чем 20 % до революции до 36,9 % к 1926 году. В 1930 году было введено обязательное начальное образование, а с середины 1930-х годов обязательное семилетнее образование. Была основана система профессионального образования, заложены основы науки, основывались высшие учебные заведения. Были открыты Тираспольский институт народного образования (1930), Тираспольский плодоовощной институт (1932), Балтский учительский институт (1939).
Из отрицательных тенденций межвоенного периода следует отметить суровые репрессии (преследования части писателей, учёных и других деятелей культуры, объявленных буржуазными), закрытие церквей.

### Молдавская ССР
Основные статьи: Архитектура, Литература
Сразу после присоединения Бессарабии к СССР в июне 1940 года Советская власть взяла на себя ответственность за обеспечение всеобщего бесплатного образования. Была создана сеть учреждений народного образования, печати, книгоиздания, культпросветработы, физкультуры и спорта. К 1941 году в Молдавской ССР работало 1896 школ, в 70 % из которых обучение велось на молдавском языке. В 1940—41 гг. более 100 тысяч школьников получили бесплатно одежду и обувь. Количество учителей возросло за год почти вдвое. Осенью 1940 года были созданы союзы писателей, композиторов, архитекторов и художников, образована государственная филармония, созданы три новых театра, оперная студия. В 1940 году было издано 138 книг тиражом 1,5 млн, из которых 1,2 млн — на молдавском языке. Выходило 56 газет и 3 журнала.
Развитие культуры было прервано Великой Отечественной войной, однако после окончания войны началось бурное развитие, в результате чего культура стала достоянием широких масс населения.
Между тем советская власть не была заинтересована в сохранении тесных культурных связей региона с Румынией. Представители местной румынской интеллигенции, а также той части, что прибыла из районов старого королевства после 1918 г. вынуждены были эмигрировать. Оставшиеся высланы или даже были уничтожены, что безусловно не могло не отразиться на культурной ситуации в Молдавии. Для развития сферы культуры, образования и науки советская власть на первом этапе активно привлекала квалифицированных специалистов из других частей СССР. В дальнейшем с помощью подготовки кадров в крупных советских научных и образовательных центрах была создана национальная молдавская интеллигенция.
Во времена МССР началось становление кинематографа в Молдавии. Была создана киностудия «Молдова-фильм», выпускавшая несколько полнометражных художественных фильмов в год, не считая документальных и мультипликационных фильмов.
В советский период развивалась и культура гагаузов, компактно проживающих в южных районах Молдавии. Был создан алфавит на основе кириллицы, издавались словари, школьные учебники, книги: «Легенданын изи» (След легенд, 1974), «Узун керван» (Длинный караван, 1985), «Жанавар йортулары» (Праздники волка, 1990) и многие другие.
См. также: Государственные премии Молдавской ССР, Премии комсомола Молдавии имени Бориса Главана.

#### Музыка
В 1940 году в Кишинёве были открыты государственная консерватория, филармония, музыкально-драматический театр, средняя музыкальная школа.
В состав филармонии вошли симфонический оркестр, хоровая капелла «Дойна», а также группа эстрадных артистов. На годы войны пришёлся плодотворный период творчества молдавского композитора Штефана Няги. В жанре патриотической песни работали Давид Григориевич Гершфельд, С. Б. Шапиро и другие.
После войны возобновили свою деятельность музыкальные коллективы, началось бурное развитие музыки. Приобретают известность такие композиторы, как Л. С. Гуров, С. М. Лобель, В. Г. Загорский, С. В. Златов, В. Л. Поляков, Г. С. Няга, П. Б. Ривилис, Н. И. Маковей, А. П. Люксембург, Т. В. Кирияк. В жанре инструментального концерта работают Д. Г. Гершфельд, Д. Г. Федов, А. Б. Муляр, А. П. Люксембург,  З. М. Ткач, Е. Д. Дога. Молдавские композиторы советского периода создают многочисленные рапсодии, сюиты, баллады, обработки молдавских народных песен, музыку для детей, романсы. Большое внимание уделяется развитию хорового искусства.
Известность приобрели оперы «Грозован» Давида Гершфельда, «Сердце Домники» А. Г. Стырчи, «Клоп», «Революцией призванный», «Дракон» Э. Л. Лазарева. Признание публики получают балеты «Рассвет» В. Г. Загорского (1959), «Сломанный меч» (1959), «Призраки» (1959), «Антоний и Клеопатра» (1965), «Арабески» (1970) Э. Л. Лазарева, «Радда» Д. Г. Гершфельда (1975), «Перекрёсток» В. Г. Загорского (1974).
В советский период большое внимание уделялось развитию музыкального образования. В 1963 году был создан государственный институт искусств имени Г. В. Музическу, работали три музыкальных училища, более 50 детских музыкальных школ, средняя специальная музыкальная школа-интернат.
Большой популярностью пользовались академический ансамбль народного танца «Жок», оркестр молдавских народных инструментов «Флуераш», ансамбли «Кодру», «Лэутарий», группы «Норок», «Контемпоранул», «Оризонт», «Плай».

## Языки и фольклор
Молдавский язык (румынский язык) — государственный язык Молдавии. К распространённым в Молдавии языкам относятся также русский, украинский, гагаузский, болгарский. 

Последствием Приднестровского конфликта явилась фактическая независимость Приднестровья, что привело к некоторому отдалению культур по разным берегам Днестра. В частности Приднестровье осталось на кириллическом алфавите, а основная Молдавия перешла на латиницу. Официальными языками в Приднестровье являются молдавский, русский и украинский.
Созданию молдавской письменной литературы предшествовало богатое устное народное творчество (фольклор), возникшее в X—XI веках: календарная и семейная обрядовая поэзия («Плугушорул»), сказки, героический эпос («Гидра», «Тома Алимош», «Богатырь Груя Грозован», «Михул Копилул», «Кодряну», «Корбя»), исторические песни («Дука Водэ», «Бужор», «Тобулток»), народные легенды, пословицы, поговорки, лирические песни-дойны, баллады («Солнце и луна», «Богач и бедняк», «Долка»).
Крупнейший памятник молдавской лироэпической народной поэзии — баллада «Миорица», различные версии которой были распространены также по всей Румынии. Борьба народа против османских завоевателей отражена в балладе «Колодец мороза», распространённой как в Молдавском княжестве, так и в Валахии.
Среди многочисленных молдавских сказок распространение нашли Безымянный воин и Кырмыза.
Широко известны такие фольклорные персонажи, как Фэт-Фрумос, Иляна Косынзяна, Балаур, Баба Докия.

### Юмор
В Молдавии юмор и смех органически слиты с национальным и можно говорить о веселье и веселости как о национальной черте. Молдавию, которая соседствовала с другими дунайскими княжествами и некоторое время входила в состав Румынии, ещё в большей мере чем саму Румынию, можно было бы назвать страной не столько смеха и юмора, сколько радости и веселья, так здесь на каждом шагу встречаешься с красивой шуткой и здоровым юмором, но главное — радушным весельем.
Традиционными персонажами молдавского юмора являются Пэкалэ и Тындалэ.

## Традиции и обычаи
- Молдавский народный танец

### Национальная кухня
Молдавия расположена в регионе богатых природных возможностей, винограда, фруктов и разнообразных овощей, а также овцеводства и птицеводства, что обуславливает богатство и разнообразие национальной кухни.
Молдавская кухня складывалась под влиянием греческой, турецкой, балканской, западноевропейской, а позднее — украинской и русской кухонь, и тем не менее она отличается самобытностью.

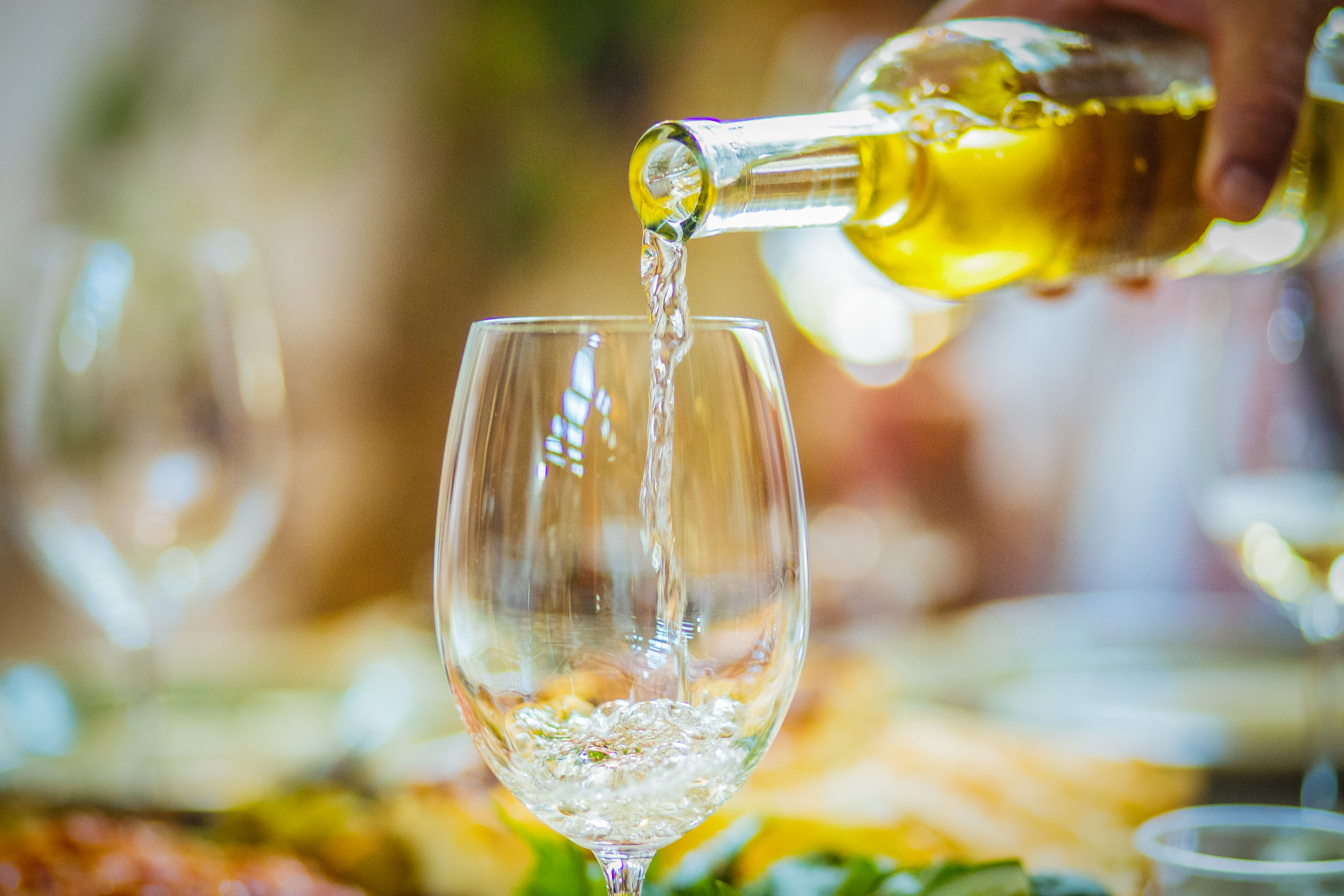
Виноделие является важной частью молдавской культуры

Довольно давно Молдавия славится своими многочисленными винами (см. Виноделие в Молдове), которые потребляются не только в Молдавии, но и в других странах.
В 1990-е годы был налажен экспорт вин в Россию, на Украину, в Белоруссию, Румынию, Болгарию и другие европейский страны. 

### Религия
Молдавия — светское государство, Конституция страны гарантирует свободу совести и вероисповедания.
Наиболее распространённой религией в Молдавии является православие (исповедуют 98 % населения страны), .
На территории страны действуют  две параллельные (что обычно считается канонической аномалией) православные юрисдикции: самоуправляемая Молдавская Церковь Московского Патриархата (бывш. Кишинёвской епархия) и румынская Бессарабская митрополия.
К основным православным церквам примыкают представители старообрядчества (0,15 % населения), армяно-григориане (2 общины), духовные молокане (2 общины) и истинно-православные из РПЦЗ(В); атеистов и неверующих порядка 1 % населения страны, примерно столько же католиков, иудеев и мусульман.

### Праздники

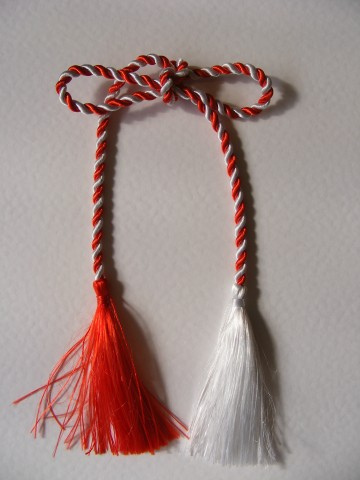
Мэрцишор

Среди официальных праздников Молдавии: Новый год, Рождество Христово, День независимости, День национального языка. Известным молдавским и румынским народным праздником является Мэрцишор — традиционный праздник встречи весны, который отмечается 1 марта. Большинством населения отмечается ряд православных праздников, среди которых особенно широко Пасха, Родительский день, Троица. C советского периода сохранилась традиция отмечать праздники 23 февраля, 8 марта, 1 и 9 мая. Из новых праздников — Национальный день вина, праздновавшийся впервые в 2002 году.

## Современная Молдова
Распад СССР и обретение независимости сопровождались объявлением румынского языка в качестве единственного официального, переводом письменности на латинскую основу, введением курса «Истории румын» в школьную программу и другими подобными преобразованиями, частично послужившими причиной Приднестровского конфликта.
В 1992 году был опубликован декрет президента, согласно которому в 1994 году предусматривалось проведение экзамена на знание государственного языка для госслужащих, причём экзаменаторам предоставлялось право решать вопрос об увольнении любого работника; позже парламент Молдовы отложил языковую аттестацию.
В 1994 году была принята новая Конституция, согласно которой официальным языком страны объявлялся молдавский (в 2023 году переименован в румынский), а гражданам предоставлялось право выбирать язык обучения детей.
Строительство церквей
Конец XX — начало XXI века характеризуется массовым восстановлением храмов, соборов, церквей и монастырей: Каларашовский монастырь, Каприянский, Хынковский, Кафедральный собор Кишинёва и многие другие. Одновременно с приходом к власти партии коммунистов[когда?] были восстановлены и снесённые ранее памятники Ленину в ряде населённых пунктов страны, реставрирован и мемориал воинам, павшим в Великой Отечественной войне.

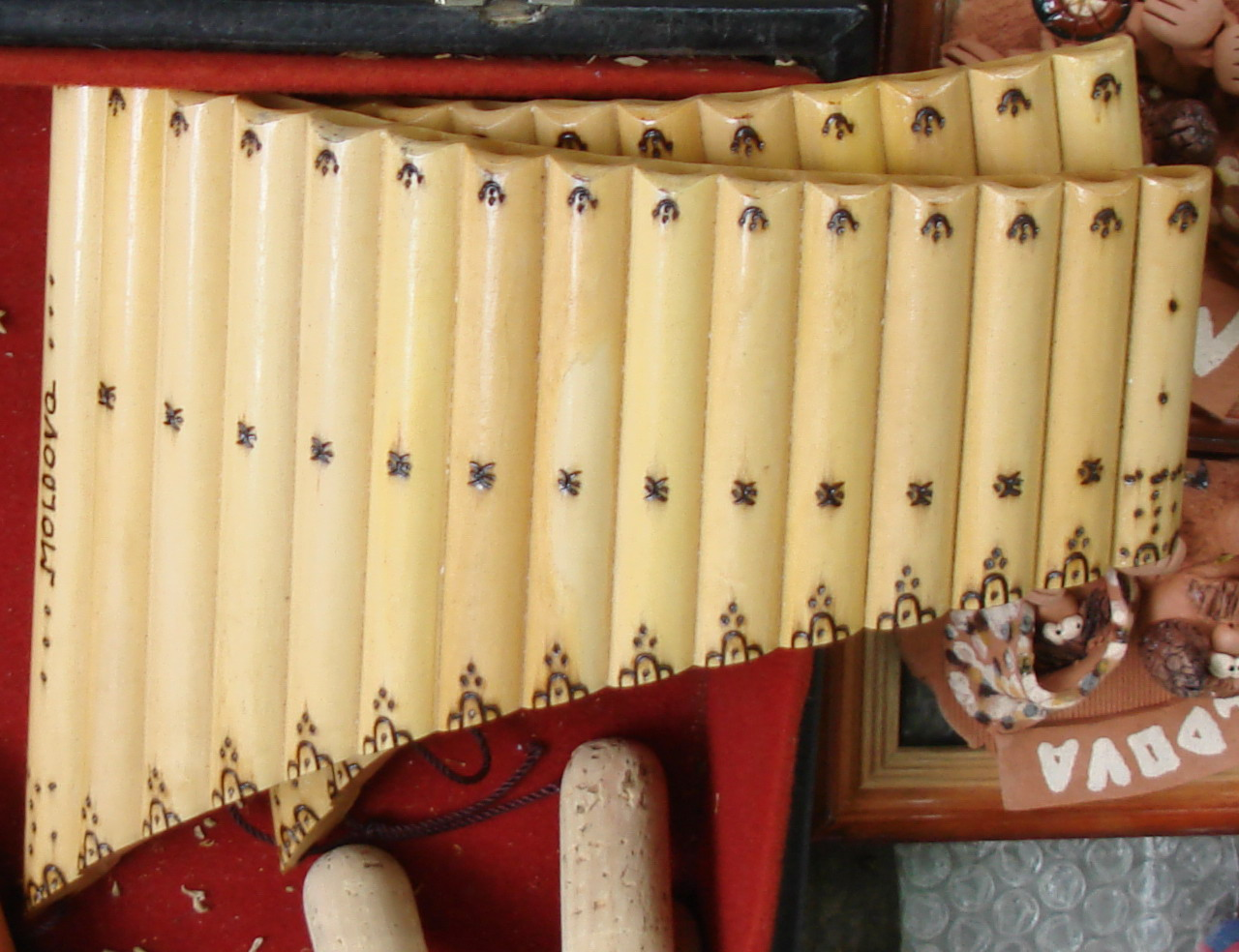
Най — продольная многоствольная флейта, национальный музыкальный инструмент Молдовы

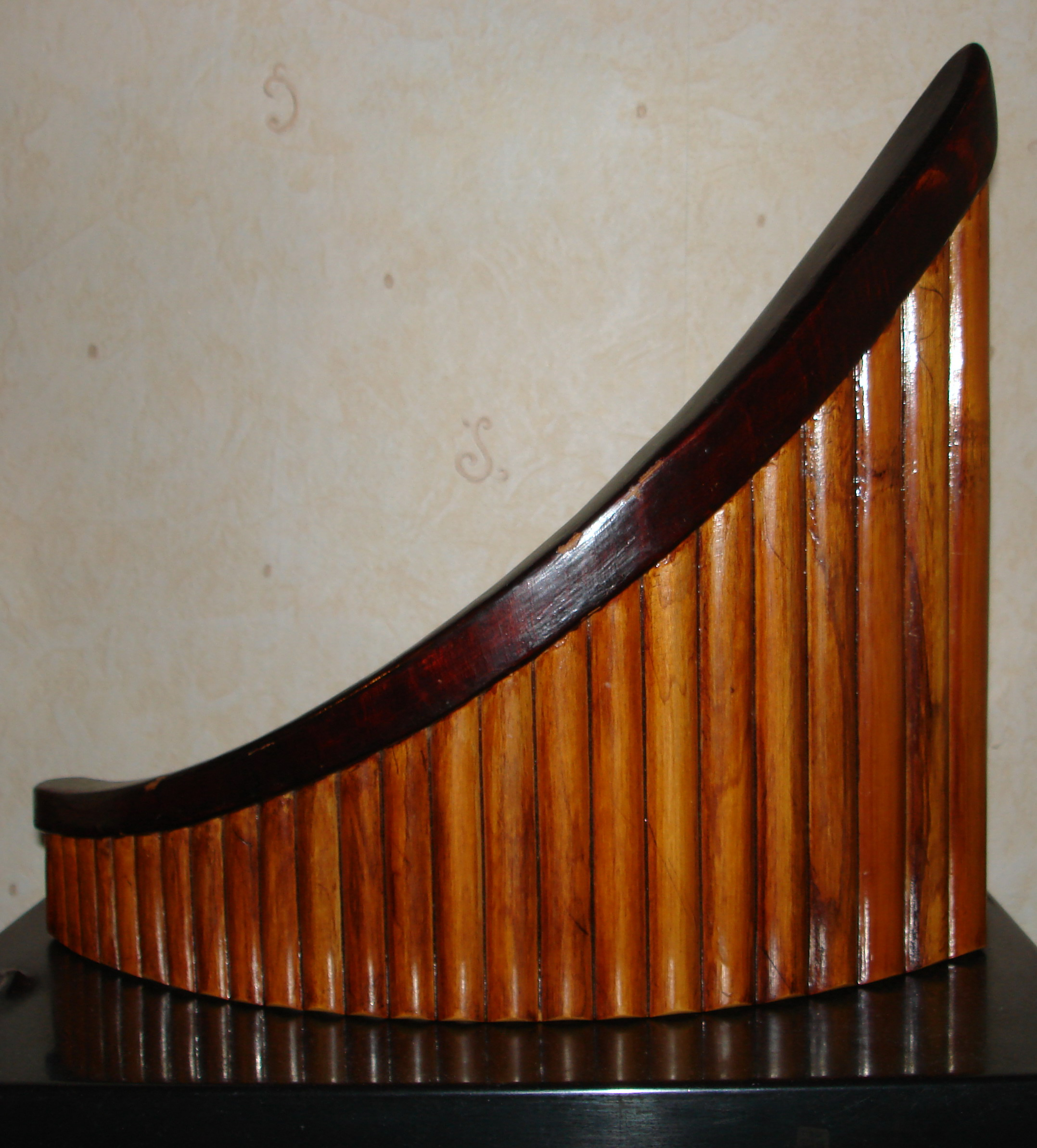
Большой най

### Кинематограф
После распада СССР из-за недостатка средств деятельность киностудии «Молдова-фильм» резко сократилась, новые фильмы после 1991 года практически не выпускаются. Если же и выпускаются, то обыкновенно это малометражные короткие фильмы. Вместе с тем, в 1989 году кинокритиком Александром Громовым была основана первая в республике специализированная киногазета «Lanterna magica», посвящённая вопросам как молдавского, так и мирового кинематографа.

### Музыка
Молдавская музыка имеет глубокие национальные традиции. Для неё характерно использование таких народных музыкальных инструментов как най, флуер и др. В последние десятилетия получают развитие современные музыкальные направления. В стране и за её пределами становятся известными музыкальные рок-коллективы «Zdob şi Zdub» и «Гындул Мыцей», а также поп-певцы Аура, Рики Артезиану и др. Клеопатра Стратан — дочь молдавского певца Павла Стратан, занесена в Книгу рекордов Гиннесса как самая молодая эстрадная певица (начала выступать на сцене в 2006 году в возрасте трёх лет).
Вслед за Россией и Украиной, в 2008 году в Молдове стартовал проект «Фабрика де Старурь» (аналог российской «Фабрики звезд»).
С 2005 года Молдова ежегодно участвует в конкурсе песни «Евровидение»:
- в 2005 году за Молдову выступала группа «Zdob şi Zdub», в 2006 — Наталия Гордиенко и Арсениум[4].

### Изобразительное искусство
Среди современных молдавских художников следует отметить Станислава Семёновича Бабюка и его сына — Станислава Станиславовича Бабюка. Они создали много картин разной тематики, многие работы находятся в частных коллекциях Италии, Ирландии, США, России, Украины.
- Центр современного искусства в Кишинёве[6]

### СМИ
Радио
Телевидение
Пресса
В Молдове издаётся множество печатных изданий (журналов, газет), главные представители:
- «Комсомольская правда в Молдове»[7]
- «Маклер»
- «Независимая Молдова»[источник не указан 691 день]
- Sputnik Молдова

Цензура: в 2023 году за полгода было закрыто шесть телеканалов; в сентябре руководитель информагентства «Sputnik Moldova» Виталий Денисов был выслан из страны; 
в октябре — блокировка 22 русскоязычных интернет-ресурсов, далее — блокировка шести местных телеканалов (Orizont TV, ITV, Prime, Publika, Canal 2, Canal 3) и более 30 сайтов, включая российские.

### Спорт
Спортсмены Молдовы обычно выступают на международных соревнованиях по велосипедному и конному спорту, плаванию, академической гребле и гребле на байдарках и каноэ, боксу, лёгкой и тяжёлой атлетике, стрельбе из лука, футболу, современному пятиборью, биатлону и парусному спорту. 

Национальный олимпийский комитет (НОК) Молдовы, как независимого государства, был создан в 1991 году и признан МОК в 1993 году.

## Известные личности в культуре, связанные с Молдовой
- Пётр Могила (1597—1647)— Митрополит Киевский, Галицкий и всея Руси
- Дмитрий Кантемир (1673—1723)— молдавский и российский государственный деятель и историк.
- Дога, Евгений Дмитриевич (род. 1937) — молдавский советский композитор.
- Люксембург, Аркадий Петрович (род. 1939) — молдавско - американский композитор.
- Кодряну, Мария Петровна (род. 1949) - молдавская и советская певица
- Чепрага, Надежда Алексеевна (род. 1956) — молдавская и советская певица.
- Лотяну, Эмиль Владимирович (1936—2003) — советский, молдавский кинорежиссёр, сценарист, поэт.
- Жереги, Валерий Исаевич (род. 1948) — молдавский, российский советский кинорежиссёр и сценарист.
- Бернардацци, Александр Осипович (1831—1907) — русский архитектор.
- Щусев, Алексей Викторович (1873—1949) — русский и советский архитектор.
- Меднек, Валентин Петрович (1910—2008) — молдавский архитектор.
- Ротару, София Михайловна (род. 1947) - советская и украинская певица молдавского происхождения.
- Эминеску, Михай (1850 - 1889) - молдавский и румынский поэт.
- Виеру, Григорий Павлович (1935 - 2009) - молдавский поэт.
- Олейников, Илья Львович (1947—2012) — молдавский эстрадный актёр комического жанра и телеведущий.
- Тимофти, Михаил Васильевич (род. 1948) — молдавский режиссёр, актер, музыкант.